# Pseudanarta flavidens
Pseudanarta flavidens är en fjärilsart som beskrevs av Augustus Radcliffe Grote 1879. Pseudanarta flavidens ingår i släktet Pseudanarta och familjen nattflyn. Inga underarter finns listade i Catalogue of Life.

## Bildgalleri

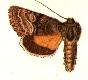